# GLAY EXPO
『GLAY EXPO』（グレイ エキスポ）は、日本のロックバンド・GLAYが開催する大規模ライブイベントである。

## 概要
タイトルである「EXPO」とは、メンバーのHISASHIが子供の頃に見た宇宙科学博覧会をモチーフにして命名したもの。当初、1999年に幕張メッセのオープン10周年記念イベントとGLAYの結成10周年記念イベントを兼ねるものとして行われたが、2001年・2004年の開催以降、GLAYの代表的なライブイベントとなった。
EXPOのコンサート自体は大規模な駐車場やスタジアム等に特設ステージを設けて行う。付近に「EXPO館」というGLAYにまつわる様々なもの（歌詞のメモやメンバー使用の楽器・衣装等）を展示した施設や、GLAYと関わりの深いメディアや団体が出展したブースを設ける。
GLAYのメンバーは夏期に開催するこのEXPOを「独自のフェス」と考えており、同じく夏期に催される様々なロック・フェス等イベントに出演しないのは、このためである。

## GLAY EXPO '99 SURVIVAL
1999年7月31日、幕張メッセのオープン10周年・GLAY結成10周年を記念して開催。期間前後には、日本航空とのタイアップで、「GLAYジャンボ」が就航された。新聞・テレビ・ラジオを問わず多くのメディアが当日の模様を報じ、芸能関係を扱うスポーツ紙のみならず、一般紙の一面にも記事が掲載されるなど、社会現象になった。
パラボラアンテナを模した特設ステージは“音楽の発信基地”というコンセプトのもとに作られた。入場時間から開始時間までが6時間と長かったため、ライブスタートの前にはステージのスクリーンに、ステージそばのホテルからラジオ番組形式による生中継トークライブが上映された。単独アーティストによる有料コンサートとしては世界最大級であり、その観客総動員数から“20万人ライブ”と言う別称が付き、今ではこちらの呼び方が一般的になっている（ファンやメディアだけでなく、GLAYのメンバー自身もそう呼んでいる）。ライブは最初の5曲（「HAPPY SWING」から「More than Love」まで）を会場中央に作られた小さな円形ステージで行い（このステージは、アンコールの「I'm yours」「BE WITH YOU」「I'm in Love」の演奏時にも使われた）、「サバイバル」以降の曲はメインの前方ステージで演奏した。また、この日はチケットが取れず会場近くの歩道橋から見る人も多く見受けられた。ライブ終了後、20万人全ての観客が退場したのは日付が変わった8月1日の深夜0:30だったという。
TAKUROは「『ウッドストックのようなイベントをやりたい』という夢が叶ったと言う感じでしたね。ステージに立っている時は間違いなく歓喜でした。ただその一方で、この後何をどうしたらいいんだろうと言う虚脱感が襲ってきて、一時GLAYをどうするかと言う迷いが出たのも事実でした。結果的にそれ以降のGLAYを作っていくきっかけになったイベントでしたね」と後に語っており、更に別のインタビューでは、当時GLAYをこの年(1999年)いっぱいで解散させようというきっかけにもなったと語っている（「次にGLAYとして何をやればいいか、わからなくなった」と語った。しかし結果的にはGLAYの解散はなくなった）。
ちなみにこの公演以降、7月31日はGLAYの日とし、北海道でのフリーライブ(2019年)やファンクラブ25周年記念ライブ(2022年)などの特別なライブもこの日に開催した。
2022年10月1日に放送されたフジテレビ系「人志松本の酒のツマミになる話」に出演した際、HISASHIはこのライブについて「20万人入ってないんですよ、あれ！」と告白。というのも、観客のカウントが途中で止まってしまい、実際は16〜17万人くらいしか入っていなかったのではと語った。
「人志松本の酒のツマミになる話」での話に関して、2023年7月31日のHISASHI TV The LIVE 番外編 "GLAY DAY SPECIAL"で、TAKUROは、「発券は、20万人だが、16万人分のチケットしかもぎっておらず、偉い人から外に出ている人達を今すぐ入れろと言われ、柵を壊して残りの人達を入場させた。実際は22万人かもしれないし、18万人かもしれない。会場の周辺で無料で聞いてる人もいた」と話している。
2024年5月15日に放送されたABCテレビの番組「これ余談なんですけど・・・」にHISASHIが出演した際は、「余談というか、大変申し訳ない話なんですけど」と前置きした上で、「99年に行われた20万人ライブと行われているライブなんですけど、たぶん20万人入ってないです」と告白。「(入場は)チケットなんですけど、6時間かけて開場してお客さん入れたんですけど、全部間に合わなくて、もう始まる！って時に、長蛇の列になってたから「とりあえず入れよう」って感じで(入れてしまった)」「誰も20万人ライブやったことないから、マニュアルがないんですよ」と話し、実際は20万人よりも多いかもしれないし、少ないかもしれないとも語っている。
『GLAY 30th Anniversary GLAY EXPO 2024-2025』のパンフレットには、当時の主要スタッフの2人、株式会社ライフ 代表取締役 広瀬利仁（当時のステージプロデューサー）と株式会社ディスクガレージ 代表取締役副社長 黒木智（当時のプロモーター）が、ライブを振り返る貴重なインタビューが掲載されている。
ライブ開催から1年半程前、GLAYのファンクラブが20万人超えたことを機会に、ファンクラブ会員を全員集めたライブがしたいので場所を探してほしいと事務所から依頼があった。ライブ開催頃には、ファンクラブ会員が、倍以上になっており、20万人分のチケットは、即日完売。余裕で2日間できたと語っている。（また、チケットを入手できなかったファンが会場の外に1万人集まっていたという当時の記事もある。）
当日、開演時間が迫っていても、多くの客が入場できずにいた。そこで、警察から「あと何人くらい入っていないんですか？」と聞かれ、黒木が「4万人くらいです（実際は何人かはっきりわからなかった）」と答えると、「わかりました」と言って、警察と機動隊が一般道の車を全部止めくれた。そこで、黒木達スタッフが柵を切り、チケットをもぎらず、一斉に入場させた。（待ちわびた多くの客が一斉に走って入場する様子が、ライブ映像の最初に映っている。）これは、終演予定時間通りに公演を終えないと、終電時間に間に合わず、全てのお客さんが帰宅できない可能性があった為でもあったという。
1999年5月30日にお台場で行われた「LUNA SEA 10TH ANNIVERSARY GIG [NEVER SOLD OUT] CAPACITY∞」が、強風でステージが倒壊したことで、プランが変更され、全て橋を作る建設用の資材が使われることになり、かえって見栄えが良くなったとも語っている。
ステージデザインを担当した宮崎裕介は、高さ4ｍもあった駐車場の料金所のゲートに悩まされたという。元の状態に戻すという条件での開催だった為、料金所は壊さず、料金所の上にメインステージが組まれ、メンバーが立つステージは、4.5mというドームやアリーナ公演の倍程の高さになった。結果的に、メンバーの姿を400m先のお客さんまで見せるには、必要な高さだったと話している。

### データ
- 会場：千葉県千葉市美浜区幕張メッセ駐車場特設ステージ
- 日時：1999年7月31日
  - 開場：10時30分　開演：16時30分　終演：19時30分
- 入場者数：20万人[8]（日本音楽史上最大動員）
- 総制作費：30億円[8]
- 会場総面積：18.5ha（東京ドーム約4個分に相当）
- 会場規模：縦700m、横264m
- ステージ規模：全長145m、高さ40m
- 照明：15,000台
- 音響：30t
- 大型ビジョン：700インチ1台（ステージ上に配置）、400インチ2台、11面の大型モニター
- 終演後花火本数：1,500本
- 機材総重量：4,650t（11t車350台、20t車40台）
- 総スタッフ数：7,500人（アルバイトを含む）
- 警備員：3,000人
- 警察官：320人
- 消防士：80人
- 救護施設：7カ所（医師：6人、看護師：104人）
- 仮設トイレ：1,500個
- ツアーバス：500台
- 臨時シャトルバス：600本
- JR臨時便：39本
- 海浜幕張駅駅員：150人（通常10人）
- 取材メディア：TV・35番組、新聞・15紙、雑誌・50誌
  - 海外取材者数：100人
- 臨時宿泊所：6,000人収容
- 当日の気温：33℃

### 演奏曲
1. HAPPY SWING
2. 口唇
3. グロリアス
4. SHUTTER SPEEDSのテーマ
5. More than Love
6. サバイバル
7. 生きてく強さ
8. Yes, Summerdays
9. summer FM
10. INNOCENCE
11. Freeze My Love
12. HOWEVER
13. ここではない、どこかへ
14. LADY CLOSE
15. TWO BELL SILENCE
16. MISERY（hideのカバー）
17. 誘惑
18. COME ON!!
19. ACID HEAD

アンコール
1. I'm yours
2. BE WITH YOU
3. I'm in Love
4. 彼女の“Modern…”
5. ビリビリクラッシュメン
6. BURST（曲の間にRAINを挟んでいる）

## GLAY EXPO 2001 “GLOBAL COMMUNICATION”
北海道、東京都、福岡県の3会場にて、異なったステージセット・コンセプトにより、日本を縦断する形で行われた、2回目のEXPO。それぞれ会場の規模は、EXPO '99より劣るが、3会場トータルで28万人を動員。
開演前のオープニングムービーや、EXPO館をはじめ各方面によるブースの充実など、前回よりフェスティバルの要素が強いイベントとなった。

### 東京会場
2001年7月28日・29日に、東京スタジアムで開催された。また、この公演で初めてライブ会場として、東京スタジアムが使用された。
オープニングでは石原慎太郎、ジャッキー・チェン、ダウンタウン等、80名以上に及ぶ各方面の著名人や市井の人々らによるコメント映像を上映（下記で詳述）。TERUによる、エルビス・プレスリーをモチーフにしたシンガー“TELVIS（テルビス）”も登場した。

#### データ
- 会場：東京スタジアム
- 日時：2001年7月28日、29日
  - 開場：14時00分 開演：16時30分 終演：20時30分
- 入場者数：10万人（5万人×2公演）
- 総制作費：15億円
- ステージ規模：全長80m、高さ25m
- 照明：1,200台
- 音響：15t
- 大型ビジョン：700インチ1台（ステージ上に配置）、350インチ2台
- 機材総重量：1,100t（11t車100台）
- 総スタッフ数：2,000人（警備・アルバイトを含む）
- 救護施設：2カ所（医師：1人、看護師：5人）
- ツアーバス：60台

#### 演奏曲
7月28日
1. GLOBAL COMMUNICATION
2. Super Ball 425
3. MERMAID
4. FATSOUNDS
5. 口唇
6. ひとひらの自由
7. summer FM
8. VIVA VIVA VIVA
9. BACK-UP
10. HIT THE WORLD CHART!
11. とまどい
12. BE WITH YOU
13. STAY TUNED
14. サバイバル
15. COME ON!!
16. ACID HEAD
テルビスによるショー
17. テルビスのテーマ
18. GOOD MORNING N.Y.C

アンコール
1. More than Love
2. 生きてく強さ
3. SHUTTER SPEEDSのテーマ
4. 誘惑
5. I'm in Love

7月29日
- テルビスによるショー

1. テルビスのテーマ
2. GOOD MORNING N.Y.C
3. テルビスのバラッド

1. STAY TUNED
2. グロリアス
3. More than Love
4. Super Ball 425
5. MERMAID
6. ひとひらの自由
7. pure soul
8. BACK-UP
9. VIVA VIVA VIVA
10. ROCK ICON
11. May Fair
12. SPECIAL THANKS
13. ビリビリクラッシュメン
14. COME ON!!
15. GLOBAL COMMUNICATION
16. サバイバル
17. SHUTTER SPEEDSのテーマ
18. 誘惑

アンコール
1. Good bye bye Sunday
2. HOWEVER
3. WET DREAM
4. 生きてく強さ
5. ACID HEAD
6. I'm in Love
7. HOWEVER

#### 応援メッセージ
EXPO 2001のオープニングによせて、各方面の著名人やGLAYのメンバーゆかりの人々、市井の人々らによる応援メッセージが約1時間上映された。コメント出演者は上映順に、以下の通りであった。
1. 石原慎太郎
2. ジャッキー・チェン
3. 坂本龍一
4. ガレッジセール
5. 原田永幸
6. 江角マキコ
7. 浪速屋（たいやき屋）
8. みのもんた
9. ウルフルズ
10. ASIMO
11. コロッケ
12. コンサドーレ札幌（藤ヶ谷陽介、山瀬功治、岡田武史）
13. チャーリー浜
14. Sugar Ray
15. 原宿HOT DOG屋
16. 武田鉄矢
17. 電撃ネットワーク
18. 徳光和夫
19. 小山ゆう
20. 森本レオ
21. 西川きよし
22. 江川卓
23. 平石クリニック 院長
24. 平石クリニック 看護師のみなさん
25. 筧利夫
26. THE ALFEE
27. 田尾安志
28. Whiteberry
29. APAホテル 社長（元谷芙美子）
30. 山本シュウ
31. 東海林のり子
32. タバタデンタルクリニック 田畑院長
33. ミルクチャン（田中秀幸によるイラスト）
34. キョードー北陸 広瀬さんの両親
35. D.I.E.
36. マギー司郎
37. ドクター中松
38. 三沢光晴
39. リサ・ステッグマイヤー
40. Eric Martin (MR.BIG)
41. 久保純子
42. 京本政樹
43. DAITA (SIAM SHADE)
44. CHARA
45. ミュージックステーション（タモリ、武内絵美）
46. NEVER MIND（GLAYの覆面バンド）
47. ウッチャンナンチャン
48. 勝俣州和
49. 中山雅史
50. 三宅裕司
51. はつり屋
52. オセロ
53. 周富徳
54. 川端健嗣
55. キグレサーカス
56. NaNa（バーチャルアイドル）
57. 原千晶
58. デーブ大久保
59. ポルノグラフィティ
60. 叶美香
61. いっこく堂
62. 松井稼頭央
63. 松坂大輔
64. 岸谷五朗
65. 恵俊彰
66. 古本新之輔
67. 市ヶ谷小学校 1年生
68. 佐川急便 ドライバー
69. 間寛平
70. ゆず
71. 菅野美穂
72. 小島奈津子
73. 舞の海
74. 森本毅郎
75. 小堺一機、関根勤
76. ピーター
77. いかりや長介
78. 高木ブー、加藤茶、仲本工事
79. 志村けん
80. 松山千春
81. 新庄剛志
82. ダウンタウン

### 北海道会場
2001年8月4日に開催。GLAYの出身地である北海道で開催されたこの公演は、「EXPO 2001の本祭」と位置づけられた。この会場のみ、7月31日〜8月5日の期間にわたりEXPO館が設けられた。
また、EXPO '99の開催日である7月31日に、EXPO館に隣接する野球場にて『GLAY EXPO 2001 in 石狩シンポジウム 幕張を思い出します…』と題したトークとアコースティック演奏を交えたライブを開催した。

#### データ
- 会場：北海道石狩市青葉公園特設ステージ
- 日時：2001年8月4日
  - 開場：11時00分　開演：16時00分　終演：19時30分
- 入場者数：10万人
- 総制作費：22億円
- 会場総面積：20ha
- ステージ規模：全長123m、高さ31m
- 照明：10,000台
- 音響：30t
- 大型ビジョン：600インチ1台（ステージ上に配置）、400インチ4台、200インチ4台
- 機材総重量：330t（11t車30台）
- 総スタッフ数：5,000人（警備・アルバイト含む）
- 救護施設：4カ所（医師：4人、看護師：4人）
- ツアーバス：1,100台

#### 演奏曲
1. 生きてく強さ
2. Super Ball 425
3. SOUL LOVE
4. SHUTTER SPEEDSのテーマ
5. サバイバル
6. GLOBAL COMMUNICATION
7. 口唇
8. ビリビリクラッシュメン
9. ひとひらの自由
10. summer FM
11. HAPPY SWING
12. 真夏の扉
13. VIVA VIVA VIVA
14. BACK-UP
15. とまどい
16. pure soul
17. STAY TUNED
18. MERMAID
19. 誘惑
20. ACID HEAD

アンコール1
1. TAKUROブルース
2. WET DREAM
3. MISERY
4. BURST
5. HOWEVER

アンコール2
1. グロリアス
2. I'm in Love

### 九州会場
2001年8月11日に開催。EXPO 2001の3会場中、この公演は唯一オールナイトで開催された。当初、福岡県の条例により未成年者の入場に関して警察からの許可が得られなかったが、入場に際して保護者の承諾書を持参する形で、最終的に未成年者の入場も許可された。また、会場が海岸に面しており、観客が誤って海面に落下する事態に備え、海上保安庁門司海上保安部の巡視艇2隻が周辺の海上に配置された。
この公演ではアジア各国で活躍するアーティストを招き、パフォーマンスを披露。GLAYのメンバーが飛び入りしたり、GLAYの演奏にアジアのアーティストのひとりが飛び入りしたりと、共演を果たした。GLAYの初の観客と一体型のダンスナンバーとして南流石と流石組が参戦し披露した。

#### データ
- 会場：福岡県北九州市マリナクロス新門司特設ステージ
- 日時：2001年8月11日
  - 開場：15時00分　開演：21時00分　終演：8月12日 5時00分
- 入場者数：8万人
- 総制作費：15億円
- ステージ規模：全長150m、高さ30m
- 照明：2,000台
- 音響：スピーカータワー14カ所、スピーカー200セット
- 大型ビジョン：600インチ1台（ステージ上に配置）、400インチ2台
- 機材総重量：1,320t（11t車120台）
- 総スタッフ数：6,000人（警備、アルバイト含む）
- 救護施設：6カ所（医師：6人、看護師30人）
- ツアーバス：1,500台

#### 出演したアジアのアーティスト
- 紫雨林（韓国）
- DOME（タイ）
- ニコラス・ツェー（香港）
- メイデイ（台湾）
- The d.e.p (ビビアン・スー、佐久間正英、土屋昌巳、ミック・カーン、屋敷豪太による日台英混合バンド)

#### 演奏曲
1. GLOBAL COMMUNICATION
2. Cynical
3. MERMAID
4. WET DREAM
5. FATSOUNDS
6. サバイバル
7. pure soul
8. summer FM
9. Super Ball 425
10. 口唇
11. ひとひらの自由
12. HOWEVER
13. FRIEDCHICKEN & BEER
14. ヤンバルクイナ（TERUとTAKUROによるダンス）
15. とまどい
16. BE WITH YOU
17. BACK-UP
18. VIVA VIVA VIVA
19. ROCK ICON
20. STAY TUNED
21. More than Love
22. SHUTTER SPEEDSのテーマ
23. 誘惑

アンコール1
1. ずっと2人で...
2. 千ノナイフガ胸ヲ刺ス
3. KISSIN' NOISE
4. COME ON!!
5. ACID HEAD

アンコール2
1. I'm in Love（出演者全員による）

## GLAY EXPO 2004 in UNIVERSAL STUDIOS JAPAN™ “THE FRUSTRATED”
2004年7月31日に開催された3回目のEXPO。GLAYのメジャーデビュー10周年・UNIVERSAL STUDIOS JAPAN（以下、USJ)のオープン3周年を記念して行われた。
初のテーマパークでの開催ということで、公演中には中野裕之によるオープニングムービーの上映や、海賊姿のスタントマンが繰り広げるワイヤーアクション、GLAYを模したウッディー・ウッドペッカーのグッズなど、USJや映画とのコラボレーションが顕著なイベントである。また、EXPOとUSJ入場券のパックチケットを購入した入場者は、USJのアトラクションとともにEXPOを楽しんだ。
ローラーコースターを模した特設ステージはU2やThe Rolling Stonesなどを手がけたステージデザイナーのトム・マクフィリップスがデザイン。
TAKUROが直前に出演したミュージックステーションで「もう米粒だったなんて言わせない！」と発言したにもかかわらず、ステージの低さもあり後部ボックスの観客からはメンバーが見えなかった。当日は午前中からあいにくの雨模様だったが、ライブ開始直前に雨はピタリと止んだ。約3時間半に及ぶライブ中に雨の影響はほぼなく、無事終了した。

### データ
- 会場：大阪府大阪市此花区ユニバーサル・スタジオ・ジャパン第1駐車場特設ステージ
- 日時：2004年7月31日
  - 開場：11時00分　開演：17時00分　終演：20時30分
- 入場者数：10万人
- 総制作費：20億円（ステージ：15億円）
- 会場総面積：13ha
- ステージ規模：全長150m、高さ40m
- 照明：4,000台
- 大型ビジョン：800インチ1台（ステージ上に配置）
- 総スタッフ数：7,500人
- 警備・整理員：3,000人
- 医師・看護師：60人
- ツアーバス：1,200台

### 演奏曲
1. 誘惑
2. ビリビリクラッシュメン
3. SOUL LOVE
4. グロリアス
5. 春を愛する人
6. 生きてく強さ
7. ピーク果てしなく ソウル限りなく
8. 週末のBaby talk
9. BELOVED
10. HOWEVER
11. I'm in Love
12. pure soul
13. Blue Jean
14. MISERY
15. 彼女の“Modern…”
16. SHUTTER SPEEDSのテーマ
17. EXPO 2004メドレー
天使のわけまえ
Billionaire Champagne Miles Away
GLOBAL COMMUNICATION
STAY TUNED
サバイバル
YOU MAY DREAM
RHAPSODY
ALL I WANT
口唇
月に祈る
Yes, Summerdays
千ノナイフガ胸ヲ刺ス
BURST
18. BEAUTIFUL DREAMER
19. ACID HEAD

アンコール
1. 南東風
2. つづれ織り〜so far and yet so close〜 (SE)

## GLAY EXPO 2014 TOHOKU 20th Anniversary
2014年（平成26年）9月20日（土）に、宮城スタジアム（ひとめぼれスタジアム宮城）にて開催された4回目のEXPO。2012年（平成24年）7月に行われた『GLAY STADIUM LIVE 2012 THE SUITE ROOM in OSAKA NAGAI STADIUM Supported by glico』にて発表された「GLAY 7 BIG SURPRISES」の第6弾であり、GLAYのメジャーデビュー20周年企画の一環として開催された。EXPO開催は2004年以来10年ぶり。
2011年（平成23年）3月11日に発生した東北地方太平洋沖地震（東日本大震災）からの復興も目的としており、東北各県の代表的な6つのお祭りが集合して開催される東北六魂祭（震災の年から毎年開催）とのコラボレーションもなされた。2014年（平成26年）5月24日・25日に山形市で開催された同年の東北六魂祭に合わせ、GLAYのデビュー20周年記念日にあたる5月25日に、霞城公園内の山形市野球場 にて『六魂Fes!×GLAY Special Live powered by Benefit one』を開催。会場には山形を中心に東北在住の約6000人を無料招待し、ニコニコ生放送でもオンエアした。
同年7月9日発売の通算50枚目のシングル「BLEEZE 〜G4・III〜」に収録された、TERU作詞・作曲の「BLEEZE」が本公演のテーマソングとなった。
同年8月18日から8月29日にかけて、東北6県の地を巡るホールツアー『GLAY LIVE TOUR 2014 TOHOKU』を開催。
同年9月16日には、51stシングル『百花繚乱／疾走れ！ミライ』（同年10月15日リリース）の予約者限定で、東京都のZepp Tokyoにて本公演の前夜祭『GLAY EXPO 2014 前夜祭〜胸がざわめくZepp Tokyo〜』を開催した。
同年9月19日・20日、宮城県総合運動公園（グランディ・21）の総合体育館（セキスイハイムスーパーアリーナ）にて、EXPO館を開館し、9月20日に宮城県総合運動公園（グランディ・21）のひとめぼれスタジアム宮城にて本公演を開催。本公演の模様は、WOWOWプライム、ライブビューイング でもオンエアされた。
本公演終了後の同年9月21日、TAKUROによるWEBラジオ「TAKURO MOBILE MEETING」の公開収録イベントを実施し、3000人のファンが集まった。
2015年2月14日、本公演の模様を収録したDVD・Blu-ray『GLAY EXPO 2014 TOHOKU 20th Anniversary』をリリース。

### データ
- 会場：宮城スタジアム（ひとめぼれスタジアム宮城、宮城県宮城郡利府町）
- 日時：2014年（平成26年）9月20日
  - 開場：13時30分　開演：16時30分　終演：19時30分
- 入場者数：5万5000人[20]
- 経済波及効果：54億円[20]

### 演奏曲
1. BLEEZE
2. GLOBAL COMMUNICATION
3. グロリアス
4. 誘惑
5. ピーク果てしなく ソウル限りなく
6. サバイバル
7. 口唇
8. MISERY
9. HIGHCOMMUNICATIONS
10. I'm in Love
11. 疾走れ！ミライ
12. BLACK MONEY
「JIRO vs HISASHI」の映像が流された後に披露されたJIRO、HISASHIのツインボーカルによる曲。
13. FAME IS DEAD
14. 彼女の“Modern…”
15. VERB
16. BEAUTIFUL DREAMER
17. BE WITH YOU
18. SAY YOUR DREAM
19. Bible
20. 生きてく強さ

アンコール
1. 君にあえたら
2. HOWEVER
3. BELOVED
4. 疾走れ！ミライ (SE)

## GLAY 30th Anniversary GLAY EXPO 2024-2025
デビュー30周年のテーマを「GLAY EXPO」として、「１年をかけてさまざまな形でファンに感謝を伝えたい」というメンバーの思いから、自身のライブツアーのみならず、初の夏フェス出演や数々のビッグアーティストとの対バンライブなど毎月ライブやイベントが行われた。
30周年のキービジュアルとロゴを尾田栄一郎が担当。

### 主要スケジュール
- 2024年
  - 1月1日　元旦読売新聞朝刊にて 30周年アニバーサリー広告掲出
  - 1月19日　TAKUROが大泉洋に楽曲『ふわり』を提供　レコーディングにはメンバー全員参加
  - 2月10日　QUEENと札幌ドームで対バンライブ　QUEEN+ADAM LAMBERT『THE RHAPSODY TOUR』ゲスト出演
  - 2月25日　『GLAY HIGHCOMMUNICATIONS TOUR 2023 -The Ghost Hunter-』をスカパー!にて最速オンエア
  - 3月27日　『THE FRUSTRATED Anthology』リリース
  - 3月31日　怒髪天と対バンライブ　箭内道彦60年記念企画　風とロック さいしょでさいごのスーパーアリーナ “FURUSATO” 出演
  - 4月24日　Blu-ray＆DVD『HC episode 3 GLAY HIGHCOMMUNICATIONS TOUR 2023 -The Ghost Hunter- in Port Messe Nagoya』リリース
  - 5月25日　『GLAY CREATIVE COLLECTION 1994-2024』発売
  - 5月29日　30周年記念シングル『whodunit-GLAY × JAY(ENHYPEN)-/シェア』リリース
  - 6月3日　『GLAY EXPO 2024-2025 in Zepp DiverCity “30th Anniversary”』62nd Single 『whodunit/シェア『購入者限定ライブ
  - 6月8・9日　『GLAY 30th Anniversary GLAY EXPO 2024-2025 〜SURVIVAL〜』開催
  - 7月6日　能登半島復興支援ライブ『PEACEFUL PARK 2024 for 能登 -supported by NTT docomo-』出演
  - 7月31日　LINE VOOMにて「GLAY DAY SPECIAL "LIVE BY THE SEA"」を配信
  - 7月31日　「会心ノ一撃」リリース（※「グレンダイザーU」オープニングテーマ）
  - 8月17日　GLAY史上初！夏フェス『SUMMER SONIC』2024 TOKYO 出演
  - 8月24日　台湾・台北最大級の音楽フェス「2024 SUPER SLIPPA 超犀利趴13」出演
  - 9月18日　「GLAY 30th Anniversary GLAY EXPO 2024-2025」ベルーナドーム LIVE Blu-ray＆DVD リリース
  - 10月9日　17th Album『Back To The Pops』リリース
  - 10月26日　[Alexandros]presents THIS FES '24 in Sagamihara 出演
  - 11月8日～1月25日　GLAY 30th Anniversary ARENA TOUR 2024-2025“Back To The Pops”Presented by GLAY EXPO
  - 12月30日　「第66回 輝く！日本レコード大賞」出演
  - 12月31日　「第75回NHK紅白歌合戦」出演
- 2025年
  - 1月1日　元旦読売新聞朝刊にて GLAYから新年のご挨拶掲出
  - 2月22日　LUNA SEA × GLAY 伝説の夜再び！「The Millennium Eve 2025」
  - 3月9日　「BEAT AX Vol.6」出演 ENHYPENと共演
  - 4月22日　「るるぶ函館五稜郭 '26」（巻頭特集に、GLAYが登場。）
  - 4月23日　30周年記念ベストアルバム『DRIVE 1993~2009 -GLAY complete BEST』『DRIVE 2010~2026 -GLAY complete BEST』リリース
  - 4月28日　「AERA」(5/5-12合併号) GLAYが表紙
  - 4月30日　「anan 2445号」SPECIAL EDITION GLAYが表紙
  - 5月23日　「GOETHE」7月号 GLAYが表紙
  - 5月26日　「GLAY 30th Anniversary Special Live in KT Zepp Yokohama "DRIVE 1993〜2026" Presented by GLAY EXPO」30周年記念ベストアルバム購入者限定ライブ
  - 5月31日～6月8日　「GLAY EXPO 2024-2025 GRAND FINALE」開催
  - 6月9日　GLAY メジャーデビュー30周年公式アニバーサリー新聞「グレニチ」発売

### イベント・コラボレーション
- 2024年
  - 3月5日～3月31日　アメリカン・エキスプレス入会キャンペーン第1弾
  - 5月13日～6月15日　「GLAY 30th Anniversary ラッピングトレイン」西武鉄道
  - 5月23日～6月17日　「GLAY 30th Anniversary GLAY EXPO DINER」atari CAFE&DINING 池袋PARCO店
    - 10月31日～11月24日　#702 CAFE＆DINER なんばパークス店
    - 11月21日～12月2日　sal coffee（札幌）
    - 11月28日～12月16日　kawara CAFE＆KITCHEN 名古屋PARCO店
    - 12月20日～1月13日　kawara CAFE&DINING KITTE博多店

  - 5月25日　「GLAY 30th Anniversary GLAY EXPO 2024-2025　開催記念乗車券」西武鉄道
  - 5月25日　Yahoo!検索 「GLAYを探せ」を期間限定で公開
  - GLAY30周年×ローソングループ企画第1弾
    - 5月28日～6月10日　コラボ店舗オープン　東池袋店
    - 7月19日　GLAY 30th Anniversary ウエハースコレクトボックス vol.1（バニラ味） 発売
    - 7月19日～8月31日　@Loppi・HMV限定グッズ予約受付〈なりきり!からあげクンぬいぐるみ(全4種)、30周年記念イラスト　キャラファインアート(GLAY メンバー複製サイン入り)〉

  - 5月31日～6月17日　「FEEL!!!! GLAY Presented by GLAY EXPO」 PARCO FACTORY（池袋PARCO 本館7F）
    - 11月1日～11月17日　心斎橋PARCO 14F・PARCO GALLERY
    - 11月13日～12月1日　札幌PARCO 7F SPACE7
    - 12月7日～12月22日　名古屋PARCO 西館6F・PARCO GALLERY
    - 12月27日～1月13日　PARCO FACTORY　(福岡PARCO 本館５F)

  - 6月1日～7月31日　「GLAY 30th Anniversary GLAY ROOM」新宿プリンスホテル・川越プリンスホテル
  - 6月1日～7月31日　GLAY×GIGO企画第1弾　GIGO限定クレーンゲーム・GLAY 30th Anniversary コラボ焼・ノベルティ付きドリンク、池袋GIGO広告ジャック
  - 6月8・9日　「EXPO館 PARK」 ベルーナドーム レッドパーキング
    - EXPOヒストリー館・EXPO FOOD STREET・FCブース・グッズ販売・HMVブース・アメリカンエキスプレスブース・サントリーブース

  - 7月1日～12月27日　PayPayに「GLAY」のカードきせかえが登場！
  - 8月21日～9月17日　GLAY×函館洋菓子スナッフルス ラズベリーオムレット
  - 9月6日～9月23日　『GLAY 30th Anniversary Museum』三越前福島ビル
  - GLAY30周年×ローソングループ企画第2弾
    - 9月6日～10月20日　ローソングループオリジナルグッズ予約受付〈GLAY 30th Anniversary brokker zero(4種セットor単品)、ビジュアルミラー〉
    - 10月18日　GLAY 30th Anniversary エンタメくじ vol.1
    - 10月25日　GLAY 30th Anniversary ウエハースコレクトボックス vol.1（ストロベリー味） 再発売

  - 10月7日～10月13日　GLAY 30周年＆17th Album 『Back To The Pops』の発売を記念して、JR山手線沿線の30駅をジャック（高輪ゲートウェイ駅のみサイネージ広告で、11月3日まで。その他の駅はポスター広告）
  - 10月9日～12月8日　カラオケDAMとのコラボキャンペーン開催
  - 10月18日　【GLAY×缶つま】GLAY 30th Anniversary Special Collaboration Set 発売
  - 11月12日～11月25日　ローソンコラボ店舗オープン　札幌北1条西一丁目店・函館東雲店
  - 11月15日～12月29日　GLAY×GIGO ニューアルバム『Back To The Pops』発売記念コラボレーションイベント開催　GLAY 30th Anniversary コラボ焼・ノベルティ付きドリンク、コラボドリンクの販売、GiGOココノススキノでハイコミ！、GiGOビジョン池袋・新宿で動画放映
  - 11月23日　函館にGLAYマンホールが設置（集合デザイン・3カ所）
  - 11月23日～12月1日　タワーレコード札幌パルコ店とのコラボ 『GLAY × NOrth MUSIC, NOrth LIFE.』ポスター展示
  - 11月29日～1月13日　北海道発着搭乗キャンペーン「GLAY+JAL HOKKAIDO」
  - 12月5日　『GLAY 30th Anniversary Special Shoulder Bag BOOK』ローソン・HMV・HMV&BOOKS onlineで発売

- 2025年
  - JAL、GLAY30周年特設フォトパネルを北海道内3空港に設置
    - 1月17日～1月31日　札幌丘珠空港
    - 1月20日～1月31日　函館空港
    - 1月20日～1月31日　新千歳空港

  - 1月23日～1月26日　オリジナルデザイン函館「市電・バス共通1日乗車券」
  - GLAY30周年×ローソングループ企画第3弾
    - 1月24日～3月31日　ローソングループオリジナルグッズ予約受付〈なりきり！からあげクン ファー付きマスコット(4種セットor単品)、GGペアマグカップ〉
    - 3月21日　LEDリストバンド (LAWSON GROUP ORIGINAL)、GLAY 30th Anniversary ウエハースコレクトボックス vol.2（ココアクリーム味）発売
    - 5月23日　GLAY 30th Anniversary エンタメくじ vol.2

  - 1月29日　GLAY 30th Anniversary Limited Edition G-SHOCK “GLAYER”発売
  - 3月3日～3月21日　アメリカン・エキスプレス入会キャンペーン第2弾
  - 3月22日～4月27日　GLAY×GIGO 30周年記念ベストアルバム 2タイトル同時リリース 記念キャンペーン開催　GIGO限定クレーンゲーム・ZURAコラボ焼き・ノベルティ付きドリンク、GLAY池袋広告ジャック、GLAY EXPO 2024-2025 GRAND FINALE アドトラック運行（4月22日～28日、東京と大阪）
  - 3月28日　函館にGLAYマンホールが設置（集合デザインと個人デザイン・5カ所）
  - 4月23日～7月21日　ビッグエコー×GLAY 30周年記念ツアーコラボ　コラボルーム（銀座数寄屋橋店・天六店）、コラボメニュー販売
  - GLAY30周年YEAR BEST ALBUM "DRIVE" 発売記念 SHIBUYA TSUTAYA ジャック
    - 4月25日～5月2日　「GLAY DRIVE MUSEUM」SHIBUYA TSUTAYA 1F
    - 4月25日～5月18日　「GLAY DRIVE CAFE」SHIBUYA TSUTAYA 7F
      - 4月25日～5月18日　「GLAY DRIVE CAFE」梅田蔦屋書店 LE GARAGE・エディオン蔦屋家電 LE GARAGE二

  - 5月16日～6月29日　GLAY×GIGO コラボ企画第2弾　GIGO限定クレーンゲーム・ZURAコラボ焼き・ノベルティ付きドリンク
  - 5月20日～6月9日　ローソンコラボ店オープン　＜東京＞ローソン 本郷白山通店 / ＜大阪＞ローソン 日本橋西一丁目店
  - 5月24日～6月2日　「GLAY EXPO MUSEUM EXHIBITION 2025」東京ドームシティ Gallery AaMo
  - 5月27日　GLAY『ザ・プレミアム・モルツ』コラボ缶発売
  - 6月13日～7月13日　『GLAY 30th Anniversary Finale Party@HMV』（ローソングループ企画第四弾）
    - @Loppi・HMV受注限定グッズ〈GLAY DRIVE 両面クッション、BTTP ブランケット〉
    - "GLAY 30th Anniversary Finale Party"限定グッズ〈12cmシングルジャケットポーチコレクション(ランダム・全10種)、ミュージックキーホルダー(全2種)、すわりんこ アクリルキーホルダーコレクション(ランダム・全8種)
    - 『the music & movie master GLAY特別号』を全国のHMVでフリー配布
    - HMV2店舗での衣装展を開催 渋谷：6月13日(金)～6月23日(月)　心斎橋：6月27日(金)～7月13日(日)
    - HMV4店舗でのスペシャル抽選会＆パネル展を開催 HMV札幌ステラプレイス、HMV仙台 E BeanS、HMV&BOOKS SHIBUYA、HMV&BOOKS SHINSAIBASHI
    - 全国のHMV店舗でGLAYコラボポスター掲出
    - 6月18日～6月22日　「GLAY 30th Anniversary GLAY EXPO 2024-2025 VR THEATER」ローソン・ユナイテッドシネマ STYLE-S みなとみらい

## 映像作品
- 『GLAY EXPO '99 SURVIVAL LIVE IN MAKUHARI』
  - 2000年7月31日発売（DVD・VHS。VHSは20万本完全限定生産）。当日演奏された曲目のうち「I'm yours」「BE WITH YOU」はカットされている。
- 『GLAY EXPO 2001 “GLOBAL COMMUNICATION” LIVE IN HOKKAIDO SPECIAL EDITION』
  - 2002年1月1日発売（DVD2枚組・VHS2本組）。初回限定生産。メンバーのインタビュー、東京公演・北九州公演のハイライト等を収録した「SPECIAL VISION FILE」とセット。
- 『GLAY EXPO 2001 “GLOBAL COMMUNICATION” LIVE IN HOKKAIDO』
  - 2002年1月1日発売（DVD・VHS）。上記作品の通常流通仕様で、特典ディスクが省かれている。
- 『GLAY EXPO 2001 “GLOBAL COMMUNICATION” in TOKYO STADIUM』
  - 2004年11月3日発売（DVD2枚組）。2001年9月1日にパーフェクト・チョイスにてオンエアされた映像の作品化。“TELVIS”や北九州公演で演奏された「I'm in Love」を収録した特典ディスク付き。
- 『LOVES & THANKS 〜波動する心音〜 GLAY EXPO 2004 in UNIVERSAL STUDIOS JAPAN “THE FRUSTRATED”』
  - 2004年12月15日発売（DVD3枚組）。ライブ映像に加え、メンバーのインタビューやショートムービーが織り交ぜられている。
- 『GLAY 20th Anniversary LIVE BOX VOL.1』
  - 2014年6月18日発売のLIVE BOX（DVD5枚組・Blu-ray3枚組）。『GLAY EXPO 2001“GLOBAL COMMUNICATION”』の北九州公演の模様が収録。
- 『GLAY EXPO 2014 TOHOKU 20th Anniversary』
  - 2015年2月14日発売。発売形態は、20,000セット限定Premium Box（Blu-ray3枚組+CD3枚組）、Special Box（Blu-ray2枚組・DVD3枚組）、Standard Edition（Blu-ray1枚・DVD2枚組）。20,000セット限定Premium Boxは、本ライブ音源およびこれまでのGLAY EXPOの本読みCDを全て収録したCD付。
- 『GLAY SPECIAL 7 LIVES LIMITED BOX THE GLAY HERITAGE』
  - セブンイレブン限定販売だったLIVE BOX。『GLAY EXPO '99 SURVIVAL LIVE IN MAKUHARI』『GLAY EXPO 2001 GLOBAL COMMUNICATION LIVE IN TOKYO STADIUM』『GLAY EXPO 2001 GLOBAL COMMUNICATION LIVE IN HOKKAIDO』『GLAY EXPO 2004 in UNIVERSAL STUDIOS JAPAN™ “THE FRUSTRATED”』『GLAY EXPO 2014 TOHOKU 20th Anniversary』がBlu-ray化され収録。この内『GLAY EXPO '99 SURVIVAL LIVE IN MAKUHARI』『GLAY EXPO 2004 in UNIVERSAL STUDIOS JAPAN™ “THE FRUSTRATED”』は再編集されており、前者はカットされていた「I'm yours」「BE WITH YOU」も収録した。
- 『GLAY 30th Anniversary GLAY EXPO 2024-2025 in BELLUNA DOME』
  - 2024年9月18日発売（G-DIRECT限定盤・Blu-ray・DVD）。2日目の6月9日の公演を収録。